# Nike Sun
Pour les articles homonymes, voir Sun.
Nike Sun est une mathématicienne américaine, professeure adjointe au Massachusetts Institute of Technology. Elle a remporté le prix Rollo-Davidson en 2017. Elle est spécialiste de la théorie des probabilités, et ses recherches portent sur les transitions de phase et la complexité de comptage de problèmes.

## Biographie
Nike Sun est diplômée de l'université Harvard en 2009 avec une licence en mathématiques et un master en statistiques,. Elle passe une année à étudier pour le Mathematical Tripos à l'université de Cambridge, avant de terminer son doctorat à l'université Stanford en 2014. Sa thèse, intitulée Gibbs measures and phase transitions on locally tree-like graphs, est dirigée par Amir Dembo,,.   
Après des recherches postdoctorales à Microsoft Research en Nouvelle-Angleterre, au département de mathématiques du MIT et en tant que boursière Simons à l'université de Californie à Berkeley, elle rejoint la faculté de Berkeley en tant que professeure adjointe en 2016. Elle revient au MIT en tant que professeure associée titulaire en 2018,.

## Travaux
Ses recherches portent sur les transitions de phase et la complexité de comptage de problèmes allant du modèle d'Ising en physique au comportement d'instances aléatoires du problème de satisfiabilité booléenne en informatique. 
Elle travaille sur la dimension de Hausdorf des ensembles conformes de boucles (en) (CLE) avec Jason Miller et David Wilson.

## Prix et distinctions
Nike Sun reçoit en 2017 le prix Rollo-Davidson, décerné chaque année à un jeune théoricien des probabilités. La citation reconnaît sa recherche (avec Jian Ding et Allan Sly) prouvant l'existence d'une densité de seuil telle que des instances aléatoires de k satisfaction dont le rapport de les clauses aux variables sont inférieures au seuil sont presque toujours satisfaisables, et les instances dont le rapport est supérieur au seuil sont presque toujours insatisfaisantes.  
Elle est conférencière plénière invitée au 40e congrès du Stochastic Processes and their Applications (SPA) à Göteborg en 2018.
En 2020 elle est lauréate du prix Wolfgang-Döblin.